# Ел-Тарф (област)
Ел-Тарф (на арабски: ولاية الطارف) е област на Алжир. Населението ѝ е 408 414 жители (по данни от април 2008 г.), а площта 3339 кв. км. Намира се в часова зона UTC+01. Телефонният ѝ код е +213 (0) 38. Административен център е Ел-Тарф.